# Lisa Lopes
Lisa Nicole "Left Eye" Lopes, född 27 maj 1971 i Philadelphia, Pennsylvania, död 25 april 2002 i La Ceiba i Honduras, var en amerikansk rappare, låtskrivare och skådespelare.
Hon blev särskilt uppmärksammad för sitt problematiska privatliv, bland annat då hon 1994 brände ner sin dåvarande pojkvän Andre Risons hus efter ett gräl.
Left Eye var medlem i den amerikanska R&B-gruppen TLC, som hon var med och bildade 1991. TLC var en av de största R&B-grupperna, med hitlåtar som "Waterfalls", "Creep", "No Scrubs" och "Unpretty".
Lopes gav ut sitt första soloalbum 2001, Supernova.

## Musikkarriär

### 1999–2002
Efter TLCs tredje album, FanMail (1999), började Lopes att medverka på flera andra artisters låtar, bland annat, Melanie Cs ”Never Be The Same Again” vilken blev en dunderhit, etta i 35 länder. Hon var också med på Donell Jones andra album och medverkade även på ”Space Cowboy” med *NSYNC på deras album No Strings Attached.
Lisa var även med på Toni Braxtons låt "Gimme Some" från hennes tredje studioalbum, The Heat.
2001 var Lopes klar med sitt första debutalbum Supernova, men albumet sålde dåligt och den första singeln "The Block Party" gick inte hem i USA vilket resulterade i att skivan aldrig släpptes där. De planerade uppföljande singlarna ställdes då in.
Skivan inkluderar låten "A New Star is Born" som dedicerades till hennes avlidne pappa.
"Spåret är dedikerat till alla som har någon som har avlidit" förklarade rapparen för MTV News, och fortsatte sedan; "Den förmedlar att det inte finns någon 'Död'. Vi kan kalla det 'transformation till något så bra att det saknar ord', forskare skulle säga: Varenda atom som en gång har varit en stjärna finns nu inom dig. Låten flyter främst på den idén...jag struntar i vad folk tror eller tycker om döden, det spelar ingen roll, vi delar alla samma rymd."
Det fanns även fler spår på CD:n som handlade om personliga problem, exempelvis hennes relation med NFL fotbollsspelaren Andre Rison. Bland Supernovas 12 spår fanns en postum duett med den avlidne Tupac Shakur. Sången togs från hans samling med osläppta låtar som han spelade in innan han mördades 1996. 
En låt som läckte och aldrig släpptes från skivan var "Left Pimpin'" som sedan samplades till "Quickie" från TLC:s fjärde album 3D. 
Albumet planerades att släppas på årsdagen av hennes pappas död men planerna sköts upp av Lisas amerikanska skivbolag som sedan ställde in projektet i USA.

## Lopes död
Lisa Lopes hade begett sig till Honduras för att spela in en dokumentär om sig själv då hon omkom i en bilolycka i La Ceiba i Honduras den 25 april 2002. Dokumentären kom att heta The Last Days of Left Eye och handlar om Lopes, hennes familj och vänner som begav sig på en andlig "retreat" men även om hennes välgörenhetsorganisation som fokuserade på att ge unga i området en stabil uppväxt. De första inspelningsdagarna bevittnade sångerskan en bilolycka då en honduransk pojke, med samma efternamn som Lisa, omkom. Senare i dokumentären förklarade sångerskan att hon tyckte sannolikheten var skrämmande och att hon kände närvaron av en ande och att "döden" förföljde henne.
Bilolyckan ägde rum de sista inspelningsdagarna av dokumentären, hon var den enda av åtta personer i bilen som dog, när hon påståtts ska ha försökt köra om en bil framför och inte sett den mötande lastbilen, vilket i sin tur ledde till att Lopes, för att undvika en frontalkrock, kraftigt girade till höger. Bilen, en Mitsubishi Montero Sport, voltade flera gånger och träffade minst två träd vilket resulterade i att Lopes och tre andra kastades ut genom framrutan. Sidpassageraren, som filmade till dokumentären, fångade hela händelseförloppet. Lopes ska, enligt obduktionsrapporten, ha dött omedelbart av svåra skallskador.
Lopes mor Wanda stämde senare Mitsubishi Motors då modellen, enligt tillverkaren, inte skulle kunna volta.

## Filmografi
- 1994 – House Party 3
- 1995 – Living Single
- 1998 – The Cut
- 1999 – Cousin Skeeter
- 2007 – The Last Days of Left Eye
- 2013 – CrazySexyCool: The TLC Story

## Diskografi
Studioalbum
- 2001 – Supernova
- 2002 – N.I.N.A  (Inställt)
- 2009 – Eye Legacy  (Postumt utgiven)

EP
- 2009 – Forever... The EP

Singlar
- Supernova 2001:

1. "The Block Party"

- Eye Legacy 2008–2010:

1. "Let's Just Do It"
2. "Block Party"